# Синдром вивільнення цитокінів
Синдром вивільнення цитокінів (англ. cytokine release syndrome (CRS), гіперцитокінемія, цитокіновий шторм, цитокіновий каскад) — форма синдрому системної запальної відповіді, яку можуть спровокувати різноманітні чинники, як-от інфекційні хвороби та деякі ліки. Це відбувається, коли активізується значна кількість лейкоцитів, які вивільняють прозапальні цитокіни, які, своєю чергою, активують ще більшу кількість лейкоцитів. CRS також може бути небажаною дією деяких моноклональних антитіл, а також адаптивної Т-клітинної терапії. Тяжкі випадки називають цитокіновими штормами.

## Ознаки та симптоми
Серед симптомів — гарячка, втома, втрата апетиту, біль у м'язах та суглобах, нудота, блювання, діарея, висипання, швидке дихання, прискорене серцебиття, низький артеріальний тиск, судоми, головний біль, сплутаність свідомості, делірій, галюцинації, тремор та втрата координації.
Лабораторні тести та клінічний моніторинг показують низький вміст кисню в крові, збільшений пульсовий тиск, підвищений серцевий викид (спочатку), потенційно знижений серцевий викид (згодом), високий рівень азоту в крові, підвищений D-димер, підвищений рівень трансаміназ, дефіцит CFI й надмірну кровотечу, підвищений рівень білірубіну.

## Причини
CRS виникає, коли велика кількість лейкоцитів, зокрема В-лімфоцитів, Т-лімфоцитів, природних кілерів, макрофагів, дендритних клітин та моноцитів, активізуються та вивільняють прозапальні цитокіни, які, своєю чергою, активізують ще більшу кількість лейкоцитів. Ці клітини активуються інфікованими клітинами, які гинуть внаслідок апоптозу або некрозу.
Це відбувається, коли імунна система бореться з патогенами, оскільки цитокіни направляють імунні клітини, наприклад, T-лімфоцити та макрофаги, до місця зараження. Крім того, цитокіни активізують ці клітини, стимулюючи їх виробляти ще більше цитокінів.
CRS також є наслідком дії біотерапевтичних препаратів призначеними для придушення або активації імунної системи за допомогою рецепторів на лейкоцитах. Серед препаратів, що спричиняють CRS: Муромонаб-CD3, моноклональне антитіло спрямоване проти CD3, що його застосовують при трансплантації органів, щоб запобігти їх відторгненню; алемтузумаб, спрямований проти CD52, який застосовують під час лікування раку крові, розсіяного склерозу та трансплантації органів; і ритуксимаб, спрямований проти CD20, яким лікують рак крові та аутоімунні розлади. Адаптивна Т-клітинна терапія Т-клітинами, що модифіковані химерними рецепторами антигену (CAR-T), також спричиняє CRS.
Виглядає так, що інтерлейкін-6 є ключовим медіатором CRS.
Тяжкі CRS або цитокінові реакції можуть траплятись за низки інфекційних та неінфекційних захворювань, серед яких реакція «трансплантант проти хазяїна» (GVHD), гострий респіраторний дистрес-синдром (ARDS), сепсис, хвороба, яку спричинює вірус Ебола, пташиний грип, віспа та синдром системної запальної відповіді (SIRS). Гемофагоцитарний лімфогістіоцитоз та гемофагоцитарний лімфогістіоцитоз, пов’язаний з вірусом Епштейна-Барра, спричиняються надзвичайним підвищенням рівня цитокінів і можуть розглядатися як одна із форм сильного синдрому вивільнення цитокінів. Деякі ліки також можуть спричиняти синдром вивільнення цитокінів, наприклад, ритуксимаб і Т-клітинна терапія лейкозу за допомогою T-лімфоцитів з химерними антигенними рецепторами. Експериментальний препарат тералізумаб викликав надзвичайно серйозні симптоми, коли його дали шести учасникам 1-ї фази випробування. Контрольовану та обмежену CRS навмисне викликають активною гарячковою терапією за допомогою змішаних бактеріальних вакцин (MBV) згідно з Колі. Її застосовують для боротьби з онкологічними та деякими хронічними захворюваннями.

## Діагностика
CRS потрібно відрізняти від симптомів самої хвороби та, у випадку з лікарськими препаратами, від інших небажаних дій — наприклад, синдром лізису пухлини потребує інших втручань. Станом на 2015 рік диференціальні діагнози залежали від експертної оцінки лікаря, оскільки об'єктивних тестів не було.

## Профілактика
Тяжкого CRS, спричиненого деякими препаратами, можна уникнути, якщо застосовувати їх у менших дозах, вводити їх повільно, а також застосовувати антигістамінні препарати або кортикостероїди до та під час прийому препарату.
Аналізи In vitro розроблено для розуміння ризику того, що препарати, які є кандидатами на доклінічні випробування, можуть спричинити CRS, та визначити дозування для 1-ї фази випробувань, і регуляторні органи очікують побачити результати таких тестів у рамках програми Investigational New Drug.

## Лікування
Лікування менш тяжких CRS є симптоматичним, спрямованим проти гарячки, болю в м'язах або втоми Помірна CRS вимагає оксигенотерапії, введення рідини та антигіпотензивних засобів, щоб підвищити артеріальний тиск. Середньотяжкий та тяжкий CRS може потребувати застосування таких імунодепресивних засобів, як кортикостероїди, але слід застосовувати експертну оцінку, щоб уникнути негативного впливу препаратів, призначених для активації імунної системи.
Тоцилізумаб, моноклональне антитіло до IL6, застосовують у деяких медичних центрах для лікування важкої CRS.

## Епідеміологічні факти
Тяжкі CRS трапляються рідко. Легкі та помірні випадки є загальними побічними ефектами імуномодулювальної терапії та терапії Т-лімфоцитами з химерним рецептором антигену.

## Історичні факти
Вперше термін цитокіновий шторм в опублікованій медичній літературі, як видається, 1993 року застосувала дослідницька група Феррара та ін., обговорюючи реакцію «трансплантант проти хазяїна». Роль надмірного і самопідтримуваного вивільнення цитокінів у цьому процесі уже перед тим обговорювали протягом багатьох років. Наступного разу термін з'явився в дискусії про панкреатит 2002 року, а 2003 року його вперше застосували щодо реакції на інфекцію.
Вважають, що цитокінові шторми спричинили непропорційну кількість смертей серед здорових молодих дорослих людей під час пандемії Іспанського грипу 1918 року, внаслідок якої загинуло від 50 до 100 мільйонів осіб. У цьому випадку здорова імунна система, можливо, була недоліком, а не перевагою. Попередні результати досліджень з Тайваню також вказали на них як на вірогідну причину багатьох смертей під час епідемії ТГРС 2003 року. Смерть людини від пташиного грипу H5N1 зазвичай також включає цитокінові шторми. Цитокіновий шторм також причетний до легеневого синдрому хантавірусу.
2006 року під час медичного дослідження в лікарні Нортвік-Парк в Англії всі 6 добровольців, які отримали препарат тералізумаб опинились у критичному стані, з поліорганною недостатністю, високою температурою та системною запальною реакцією. Компанія Parexel, що проводить випробування для фармацевтичних компаній, в одному зі своїх власних документів написала про випробування і сказала, що тералізумаб може викликати цитокіновий шторм — небезпечну реакцію, якої зазнали випробувані.
Під час пандемії коронавірусної хвороби 2019—2020 років деяку кількість смертей, внаслідок коронавірусної хвороби 2019, пов'язують з цитокіновим штормом.